# Glenea pseudaeolis
Glenea pseudaeolis är en skalbaggsart. Glenea pseudaeolis ingår i släktet Glenea och familjen långhorningar.

## Underarter
Arten delas in i följande underarter:
- G. p. pseudaeolis
- G. p. supplementaria